# Олімпійський комітет Зімбабве
Олімпійський комітет Зімбабве (англ. Zimbabwe Olympic Committee) — організація, що представляє Зімбабве в міжнародному олімпійському русі. Заснований в 1934 році, офіційно зареєстрований в МОК у 1980 році.
Штаб-квартира розташована в Харарі. Є членом Міжнародного олімпійського комітету, Асоціації національних олімпійських комітетів Африки та інших міжнародних спортивних організацій. Здійснює діяльність по розвитку спорту в Зімбабве, а також розвитку і захисту олімпійського руху в країні, відповідно до Олімпійської хартії. До складу Олімпійського комітету Зімбабве на добровільних засадах входить 30 національних спортивних асоціацій.
Комітет очолює Адміра Масенда, пост генерального секретаря займає Ганна Мгуні.

## Див.також
- Зімбабве
- Зімбабве на Олімпійських іграх